# Tales Along This Road
Tales Along This Road je třeti studiové album od finské kapely Korpiklaani. Bylo vydáno v roce 2006.

## Seznam skladeb
Všechny písně složil Jonne Järvelä
| Pořadí         | Název                      | Hudba          | Text                      | Délka |
| -------------- | -------------------------- | -------------- | ------------------------- | ----- |
| 1.             | Happy Little Boozer        | Järvelä        | Järvelä                   | 03:35 |
| 2.             | Väkirauta                  | Järvelä        | Jyrkäs                    | 03:44 |
| 3.             | Midsummer Night            | Kauppinen      | Aaltonen                  | 03:27 |
| 4.             | Tuli kokko                 | Järvelä        | Jyrkäs                    | 05:25 |
| 5.             | Spring Dance               | Järvelä        | -instrumentální-          | 03:05 |
| 6.             | Under the Sun              | Järvelä        | Järvelä                   | 04:12 |
| 7.             | Korpiklaani                | Järvelä        | Jyrkäs                    | 04:39 |
| 8.             | Rise                       | Järvelä        | Järvelä, Jyrkäs, Aaltonen | 05:20 |
| 9.             | Kirki                      | Järvelä        | Jyrkäs                    | 04:23 |
| 10.            | Hide Your Richess          | Järvelä        | Järvelä                   | 04:39 |
| 11.            | Free Like an Eagle (bonus) | Järvelä        | -instrumentální-          | 03:26 |
| Celková délka: | Celková délka:             | Celková délka: | Celková délka:            | 45:55 |

## Obsazení

### Kapela
- Jonne Järvelä - zpěv, kytara, mandolína
- Kalle "Cane" Savijärvi - kytara, doprovodný zpěv
- Jarkko Aaltonen - baskytara
- Jaakko "Hittavainen" Lemmetty - housle, jouhikko, irská píšťala, zobcová flétna dudy, brumle, mandolína
- Juho Kauppinen - harmonika, kytara
- Matti Johansson - bicí, doprovodný zpěv

### Hosté
- Samuel Dan - doprovodný zpěv

- Virva Holtiton - kantele